# Rachid Alioui
Rachid Alioui (La Rochelle, 18 giugno 1992) è un calciatore francese naturalizzato marocchino, attaccante del Tolone.

## Caratteristiche tecniche
Centravanti forte fisicamente e abile negli smarcamenti.

## Carriera

### Club

#### Guingamp e prestito al Laval
Approdato nel settore giovanile del Guingamp nel 2009, esordisce in prima squadra il 22 luglio 2011 nell'incontro valido per il primo turno di Coupe de la Ligue contro il Laval. Nell'occasione, inserito al posto di Charrier, realizza il gol che fissa il risultato sul 2-0. Il 29 luglio debutta in Ligue 2, disputando l'ultima mezz'ora della partita pareggiata (1-1) contro lo Châteauroux. Il 22 novembre segna la prima rete in campionato, decidendo la gara vinta in trasferta (2-1) ad Arles. Nella stagione successiva il Guingamp è promosso in Ligue 1, nove anni dopo la sua ultima apparizione nel massimo campionato.
Il 17 agosto 2013 esordisce in Ligue 1, inserito al posto di Beauvue nei minuti finali della partita persa (0-1) a Saint-Étienne. Il 1º febbraio 2014 sigla le prime reti nel massimo campionato, una doppietta che però non basta a evitare la sconfitta (2-3) contro il Bastia. La stagione è comunque ricca di soddisfazioni per il Guingamp, vincitore della Coppa di Francia (la seconda nella storia del club). Nella finale di Saint-Denis contro il Rennes non scende in campo.
Il 2 agosto 2014 il Guingamp affronta il Paris Saint-Germain a Pechino nella Supercoppa di Francia. Mandato in campo dopo 14' per rimpiazzare l'infortunato Cardy, è a sua volta sostituito con Marveaux al 69'. Il Paris Saint-Germain, grazie alla doppietta del suo capitano Ibrahimović, si aggiudica il trofeo. Il 23 ottobre esordisce in Europa League giocando titolare nella trasferta, terminata a reti bianche, sul campo della Dinamo Minsk.
Il 26 giugno 2015 è prestato al Laval, ritornando a giocare in Ligue 2. Nella stagione disputata con i Tangos è quasi sempre titolare, realizzando 8 gol nel campionato cadetto. Al termine della stagione rescinde il contratto con il Guingamp.

#### Nîmes
Il 12 luglio 2016 firma un triennale con il Nîmes. Gioca la prima partita con i Coccodrilli affrontando proprio il Laval, suo club nella stagione precedente. Tra il 26 agosto e il 16 settembre sigla tre doppiette consecutive nelle partite giocate contro Amiens, Niort e Tours. Nella stagione 2017-2018 centra la seconda promozione in carriera, realizzando 17 reti che contribuiscono al secondo posto del Nîmes e al ritorno dei Coccodrilli in Ligue 1 dopo una lunga assenza.
Il 26 ottobre 2018 segna al Saint-Étienne il primo gol in Ligue 1 con il Nîmes. Il 1º dicembre mette a segno una doppietta all'Amiens, esattamente come due anni prima nella serie inferiore.

#### Angers
Il 1º luglio 2019 firma un triennale con l'Angers.

### Nazionale
Ha fatto parte della selezione Under 23 del Marocco, disputando 2 partite ufficiali. Il 5 marzo 2014 fa il suo esordio in nazionale maggiore marocchina in amichevole contro il Gabon.
L'11 ottobre 2016 realizza il suo primo gol, sempre in amichevole, contro il Canada, sua la quarta rete per il 4-0 finale. Ha partecipato alla Coppa d'Africa 2017, segnando anche un gol contro la Costa d'Avorio nella fase a gironi.

## Statistiche

### Presenze e reti nei club
Statistiche aggiornate al 10 aprile 2020.
| Stagione        | Squadra         | Campionato      | Campionato | Campionato | Coppe nazionali | Coppe nazionali | Coppe nazionali | Coppe continentali | Coppe continentali | Coppe continentali | Altre coppe | Altre coppe | Altre coppe | Totale | Totale | Totale |
| Stagione        | Squadra         | Comp            | Pres       | Reti       | Comp            | Pres            | Reti            | Comp               | Pres               | Reti               | Comp        | Pres        | Reti        | Pres   | Reti   |        |
| --------------- | --------------- | --------------- | ---------- | ---------- | --------------- | --------------- | --------------- | ------------------ | ------------------ | ------------------ | ----------- | ----------- | ----------- | ------ | ------ | ------ |
| 2011-2012       | Guingamp        | L2              | 20         | 1          | CF+CdL          | 0+2             | 0+1             | -                  | -                  | -                  | -           | -           | -           | 22     | 2      |        |
| 2012-2013       | Guingamp        | L2              | 15         | 1          | CF+CdL          | 1+1             | 0               | -                  | -                  | -                  | -           | -           | -           | 17     | 1      |        |
| 2013-2014       | Guingamp        | L1              | 16         | 2          | CF+CdL          | 3+1             | 0               | -                  | -                  | -                  | -           | -           | -           | 20     | 2      |        |
| 2014-2015       | Guingamp        | L1              | 7          | 0          | CF+CdL          | 2+2             | 0               | UEL                | 1                  | 0                  | SF          | 1           | 0           | 13     | 0      |        |
| Totale Guingamp | Totale Guingamp | Totale Guingamp | 58         | 4          |                 | 12              | 1               |                    | 1                  | 0                  |             | 1           | 0           | 72     | 5      |        |
| 2015-2016       | Laval           | L2              | 33         | 8          | CF+CdL          | 0+4             | 1               | -                  | -                  | -                  | -           | -           | -           | 37     | 9      |        |
| 2016-2017       | Nîmes           | L2              | 26         | 13         | CF+CdL          | 0+1             | 0               | -                  | -                  | -                  | -           | -           | -           | 27     | 13     |        |
| 2017-2018       | Nîmes           | L2              | 38         | 17         | CF+CdL          | 1+1             | 0               | -                  | -                  | -                  | -           | -           | -           | 40     | 17     |        |
| 2018-2019       | Nîmes           | L1              | 27         | 5          | CF+CdL          | 1+2             | 0               | -                  | -                  | -                  | -           | -           | -           | 30     | 5      |        |
| Totale Nîmes    | Totale Nîmes    | Totale Nîmes    | 91         | 35         |                 | 6               | 0               |                    | -                  | -                  |             | -           | -           | 97     | 35     |        |
| 2019-2020       | Angers          | L1              | 28         | 6          | CF+CdL          | 2+1             | 1+0             | -                  | -                  | -                  | -           | -           | -           | 31     | 7      |        |
| Totale carriera | Totale carriera | Totale carriera | 210        | 53         |                 | 25              | 3               |                    | 1                  | 0                  |             | 1           | 0           | 237    | 56     |        |

### Cronologia presenze e reti in nazionale
| Cronologia completa delle presenze e delle reti in nazionale ― Marocco | Cronologia completa delle presenze e delle reti in nazionale ― Marocco | Cronologia completa delle presenze e delle reti in nazionale ― Marocco | Cronologia completa delle presenze e delle reti in nazionale ― Marocco | Cronologia completa delle presenze e delle reti in nazionale ― Marocco | Cronologia completa delle presenze e delle reti in nazionale ― Marocco | Cronologia completa delle presenze e delle reti in nazionale ― Marocco | Cronologia completa delle presenze e delle reti in nazionale ― Marocco |
| Data                                                                   | Città                                                                  | In casa                                                                | Risultato                                                              | Ospiti                                                                 | Competizione                                                           | Reti                                                                   | Note                                                                   |
| ---------------------------------------------------------------------- | ---------------------------------------------------------------------- | ---------------------------------------------------------------------- | ---------------------------------------------------------------------- | ---------------------------------------------------------------------- | ---------------------------------------------------------------------- | ---------------------------------------------------------------------- | ---------------------------------------------------------------------- |
| 5-3-2014                                                               | Marrakech                                                              | Marocco                                                                | 1 – 1                                                                  | Gabon                                                                  | Amichevole                                                             | -                                                                      | 85’                                                                    |
| 8-10-2016                                                              | Libreville                                                             | Gabon                                                                  | 0 – 0                                                                  | Marocco                                                                | Qual. Coppa d'Africa 2017                                              | -                                                                      | 78’                                                                    |
| 11-10-2016                                                             | Marrakech                                                              | Marocco                                                                | 4 – 0                                                                  | Canada                                                                 | Amichevole                                                             | 1                                                                      | 67’                                                                    |
| 12-11-2016                                                             | Marrakech                                                              | Marocco                                                                | 0 – 0                                                                  | Costa d'Avorio                                                         | Qual. Coppa d'Africa 2017                                              | -                                                                      | 70’                                                                    |
| 9-1-2017                                                               | Al Ain                                                                 | Marocco                                                                | 0 – 1                                                                  | Finlandia                                                              | Amichevole                                                             | -                                                                      | 77’                                                                    |
| 20-1-2017                                                              | Libreville                                                             | Togo                                                                   | 1 – 3                                                                  | Marocco                                                                | Coppa d'Africa 2017 - 1º turno                                         | -                                                                      | 90’                                                                    |
| 24-1-2017                                                              | Libreville                                                             | Marocco                                                                | 1 – 0                                                                  | Costa d'Avorio                                                         | Coppa d'Africa 2017 - 1º turno                                         | 1                                                                      | 46’ 90+2’                                                              |
| 29-1-2017                                                              | Libreville                                                             | Egitto                                                                 | 1 – 0                                                                  | Marocco                                                                | Coppa d'Africa 2017 - Quarti di finale                                 | -                                                                      | 93’                                                                    |
| 10-10-2017                                                             | Bienne                                                                 | Corea del Sud                                                          | 1 – 3                                                                  | Marocco                                                                | Amichevole                                                             | -                                                                      | 45’                                                                    |
| 22-3-2019                                                              | Blantyre                                                               | Malawi                                                                 | 0 – 0                                                                  | Marocco                                                                | Qual. Coppa d'Africa 2019                                              | -                                                                      | 66’                                                                    |
| 26-3-2019                                                              | Tangeri                                                                | Marocco                                                                | 0 – 1                                                                  | Argentina                                                              | Amichevole                                                             | -                                                                      | 75’                                                                    |
| 6-9-2019                                                               | Marrakech                                                              | Marocco                                                                | 1 – 1                                                                  | Burkina Faso                                                           | Amichevole                                                             | -                                                                      | 75’                                                                    |
| 10-9-2019                                                              | Marrakech                                                              | Marocco                                                                | 1 – 0                                                                  | Niger                                                                  | Amichevole                                                             | -                                                                      | 66’                                                                    |
| 11-10-2019                                                             | Oujda                                                                  | Marocco                                                                | 1 – 1                                                                  | Libia                                                                  | Amichevole                                                             | -                                                                      | 73’                                                                    |
| 15-10-2019                                                             | Tangeri                                                                | Marocco                                                                | 2 – 3                                                                  | Gabon                                                                  | Amichevole                                                             | -                                                                      | 80’                                                                    |
| 15-11-2019                                                             | Rabat                                                                  | Marocco                                                                | 0 – 0                                                                  | Mauritania                                                             | Qual. Coppa d'Africa 2021                                              | -                                                                      | 62’                                                                    |
| 19-11-2019                                                             | Bujumbura                                                              | Burundi                                                                | 0 – 3                                                                  | Marocco                                                                | Qual. Coppa d'Africa 2021                                              | -                                                                      | 84’                                                                    |
| Totale                                                                 |                                                                        | Presenze                                                               | 18                                                                     |                                                                        | Reti                                                                   | 2                                                                      |                                                                        |

## Palmarès

### Club

#### Competizioni nazionali
- Coppa di Francia: 1

Guingamp: 2013-2014